# Joris Andringa
Joris Andringa (1635 - 28 mei 1676) was een Nederlands militair.

## Loopbaan
Hij diende de Admiraliteiten van Friesland en Amsterdam. In 1664 en van 1665 tot 1666 diende hij als secretaris van Michiel de Ruyter in de Middellandse Zee en in West-Indië. In 1673 raakte hij gewond in de Slag bij Kijkduin en werd gepromoveerd tot kapitein. Hij commandeerde de Stad en Lande (50 stukken) in de vloot van De Ruyter die naar de Middellandse Zee gestuurd was in 1675. Hij vocht in de veldslagen in de buurt van Sicilië maar overleed bij een epidemie, die bij de vloot heerste.